# Eulogio García
Eulogio García Heredia (Lima, 11 de marzo de 1911-Lima, 7 de junio de 1979) fue un futbolista peruano. Jugó como mediocampista en el Alianza Lima en la década de 1930. Sus padres fueron Jacinto García y Rosario Heredia, sus hermanos mayores fueron Julio García y Domingo García.

## Biografía
Residió en el distrito de Lince. Sus dos hermanos mayores Julio y Domingo, también jugaron en las filas blanquiazules. Formó parte del equipo aliancista conocido como Rodillo Negro.
Con la Selección Peruana, participó en el Sudamericano de 1935 y las Juegos Olímpicos de Berlín de 1936.

## Palmarés
| Título                                         | Club         | País | Año  |
| ---------------------------------------------- | ------------ | ---- | ---- |
| Primera División del Perú                      | Alianza Lima | Perú | 1927 |
| Primera División del Perú                      | Alianza Lima | Perú | 1928 |
| Primera División del Perú                      | Alianza Lima | Perú | 1931 |
| Primera División del Perú                      | Alianza Lima | Perú | 1932 |
| Primera División del Perú                      | Alianza Lima | Perú | 1933 |
| Primera División de la Liga Provincial de Lima | Alianza Lima | Perú | 1939 |